# Witte Corneliszon de With

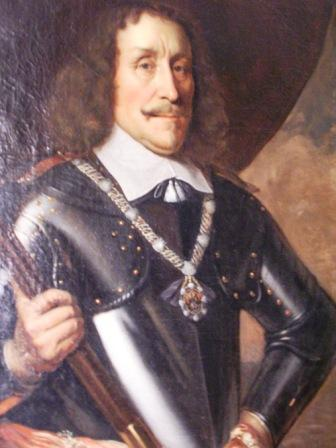
De With, 1854.

Witte Corneliszon de With, född 28 mars 1599 i Hoogendijk, nära Brielle, Nederländerna, död 29 oktober 1658 i Öresund, var en holländsk amiral.

## Biografi
de With kämpade med framgång 1616–1620 i Ostindiska kompaniets tjänst på Java. Hemkommen inträdde han i sitt lands marin och deltog som skeppskapten i l'Hermites expedition 1623, kuvade ett farligt uppror på Moluckerna och återvände hem 1626, där han 1637 för sina tjänster befordrades till vice-amiral för Holland och Väst-Friesland. 
de With stod på spänd fot med Maarten Tromp och Evertsen och var för övrigt  mycket illa omtyckt i flottan för sin stränghet. I september 1639 besegrade han tillsammans med Tromp en överlägsen spansk flotta i Engelska kanalen och skyddade under de fem följande åren den holländska handeln mot sjörövare från Dunkerque. År 1644 fick han befäl över en flotta, som konvojerade 900 handelsfartyg till de nordiska farvattnen under det då pågående kriget mellan Sverige och Danmark. 
I juni 1645 seglade de With med 77 örlogsfartyg som täckning för en handelsflotta på 300–400 fartyg genom Öresund utan att betala tull — trots att Kristian IV i egen hög person befann sig på Kronborg – och låg in i november till ankars strax utanför Köpenhamn, dels för att ge stöd åt generalstaternas fordringar på nedsättning av Öresundstullen, dels för att bereda de från Östersjön återvändande handelsfartygen fri passage genom Sundet och för att konvojera dem hem. Danmarks prekära ställning gjorde, att man måste finna sig i de Withs trotsiga tillvägagångssätt. 
de With beordrades sedan till Brasilien, men råkade i tvist med sitt lands regering och Västindiska kompaniet och reste hem utan order, varför han en tid hölls fängslad. Han återfick dock befälet och kämpade sedan dels ensam, dels tillsammans med Tromp, flera gånger tappert, men utan framgång mot engelsmännen. Efter Tromps död fick han tillsammans med Evertsen tills vidare överbefälet på holländska flottan, tills Wassenaar kunde överta kommandot. Under honom hade han befälet på den till Köpenhamns hjälp utsända flottan under Karl X Gustavs andra danska krig. Han stupade där 29 oktober 1658 i sjöslaget mot svenska flottan i Öresund, där svenske amiralen Bielkenstierna tvingat honom att stryka flagg. Hans kvarlevor fördes sedan till Helsingör.